# Février 1819

## Événements
- France : Benjamin Constant prononce son célèbre discours intitulé "De la liberté des Anciens comparée à celle des Modernes" à l'Athenée royal de Paris.
- David Ricardo entre au Parlement[1]. Il défend les thèses libérales devant le Parlement lors de son mandat de député (1819-1823). Les doctrines libre-échangistes de l’École de Manchester se heurtent aux partisans de l’intérêt foncier.

- 5 février, royaume du Cayor: départ d’une expédition d'Adrien Partarrieu au Sénégal. Elle atteint le Boundou où le major Gray la rejoint mais doit rebrousser chemin sans atteindre Ségou. Le jeune René Caillié l’accompagne[2].

- 15 février : Bolívar est élu président par le Congrès d'Angostura qui proclame la république de Grande Colombie le 25 décembre (1819-1830)[3].

- 22 février : traité d'Adams-Onís. Les États-Unis rachètent la Floride à l’Espagne. Ils renoncent en échange à toute prétention sur le Texas et les Espagnols abandonnent les leurs sur l'Oregon[4].

- 26 février : arrivée au Cap de John Philip (en) de la London Missionary Society[5]. Évangélisateur des Hottentots, des Grika et des Bantou, il est un adversaire résolu de l’esclavage et de la discrimination raciale.

## Naissances
- 8 février :
  - John Ruskin, écrivain et réformateur social britannique.
  - Hermann Heinrich Ploss (mort en 1885), gynécologue et anthropologue allemand.

## Décès
- 4 février : George Henry Harlow, peintre britannique (° 10 juin 1787).
- 7 février : Johan David Åkerblad (né en 1763), archéologue suédois.
- 16 février : Pierre-Henri de Valenciennes, peintre français (° 6 décembre 1750).